# جوزيه أليخاندرو غونزاليس جونيور
جوزيه أليخاندرو غونزاليس جونيور (بالإنجليزية: Jose Alejandro Gonzalez, Jr.)‏ هو قاضي ومحامي أمريكي، ولد في 26 نوفمبر 1931 في تامبا في الولايات المتحدة.